# Johann Heinrich Oden

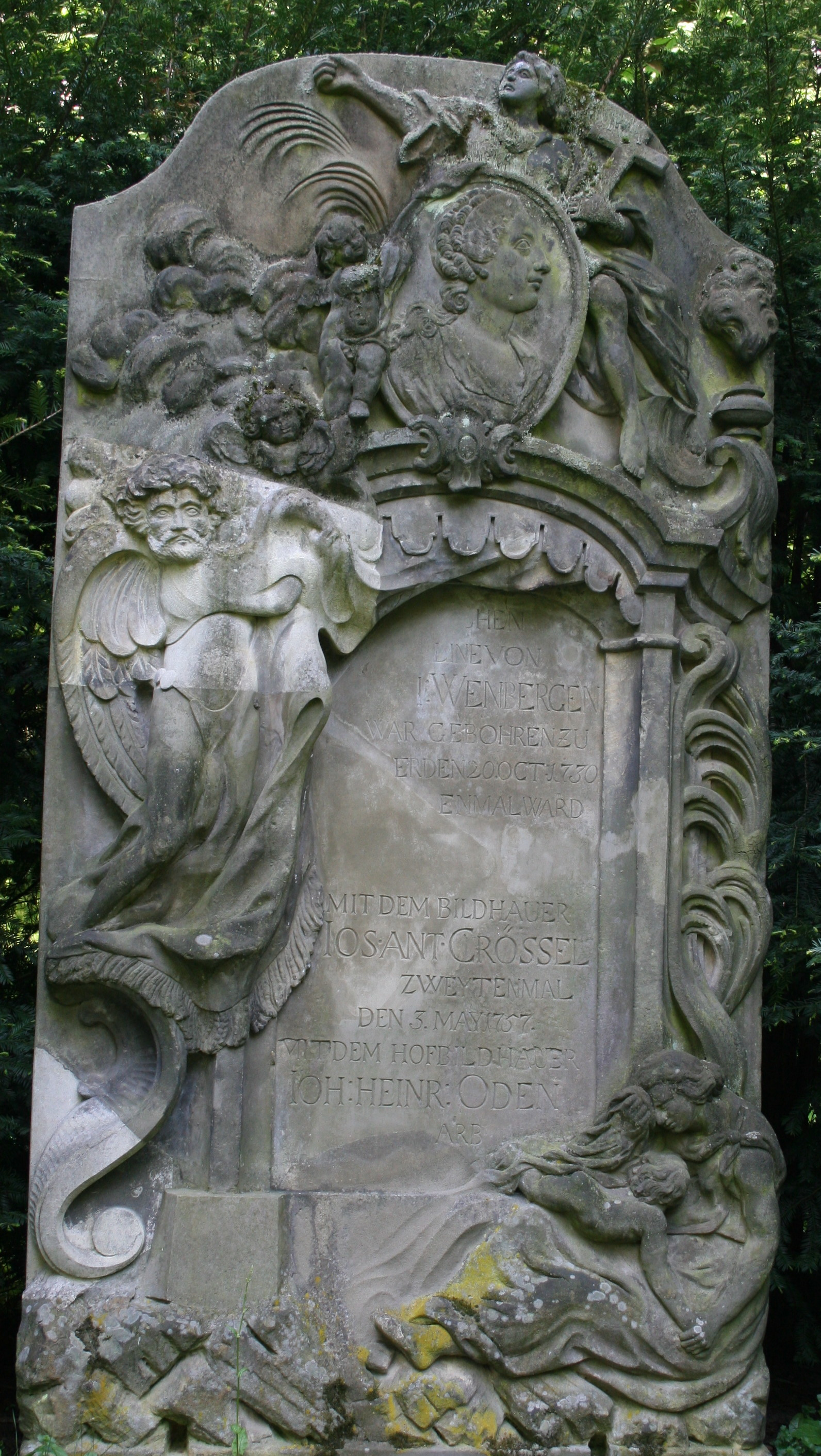
Grabmal Odens für seine erste Frau, die durch Jagdunfall ums Leben kam: Kronos zieht den Vorhang zur Seite und Gestalten des Glaubens (oben) und der Mutterliebe (unten) treten in Erscheinung.

Johann Heinrich Oden  (* 1732 im Holsteinischen; † 5. Januar 1797 in Braunschweig) war ein Braunschweiger Steinmetz und Hofbildhauer. Da auch die Nachkommen von Oden Steinmetzen waren, kann von einer Werkstatt Oden gesprochen werden.

## Leben
Johann Heinrich Oden heiratete in erster Ehe am 3. Mai 1757 Karoline von Wenbergen (1730–1766), die Witwe des an Schwindsucht gestorbenen 28-jährigen Bildhauers Joseph Anton Grössel, mit dem er wohl im Lustschloss Salzdahlum 1747/48 zusammengearbeitet hatte. Nach dem Tod seiner ersten Frau im Jahre 1766 heiratete er Marie Elisabeth, geb. Schulze († 1810), mit der er neun Kinder, darunter zwei Söhne, hatte. Der ältere Sohn Karl Oden (* 30. Oktober 1771; † 6. Oktober 1837), der nach dem Tod seines Vaters die Werkstatt fortführte, wurde 1799 Hofbildhauer wie sein Vater. Der Sohn von Karl erhielt den Namen seines Großvaters Johann Heinrich und wurde ebenso Steinmetz, der vor allem Grabmale im Raum Braunschweigs schuf.

Der jüngere Sohn Heinrich Georg Engelhard Oden (* 10. August 1773; † 4. April 1825) führte eine Spiegelfabrik und nannte sich ebenso Hofbildhauer.

## Werk

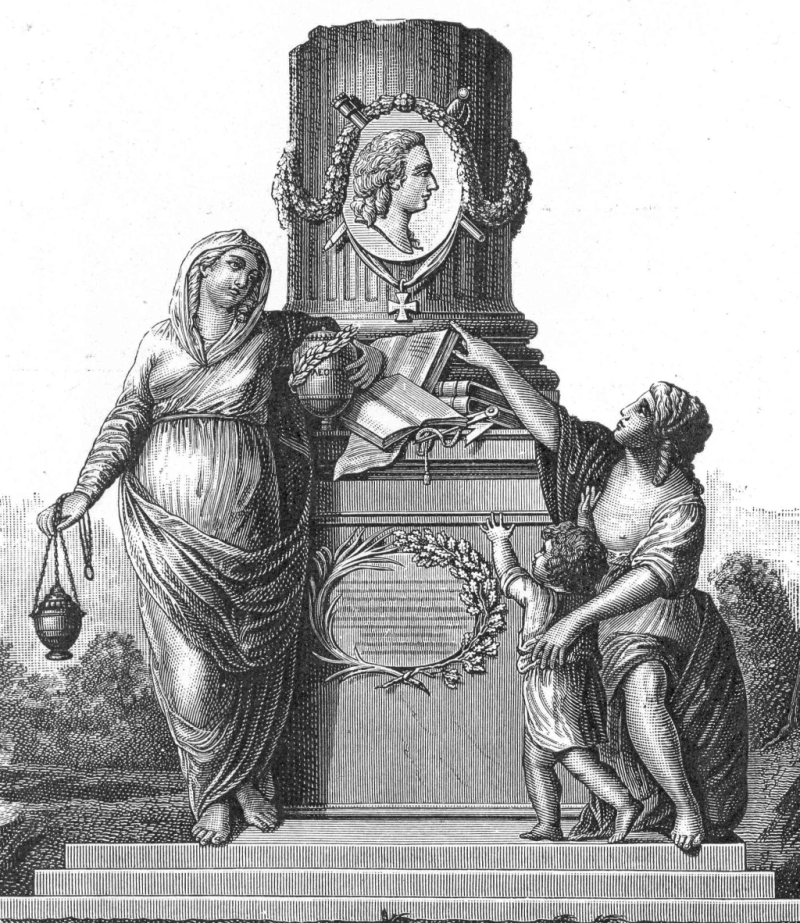
Grabmal von Herzog Leopold

Das erste bekannte Werk Johann Heinrich Odens ist ein freistehendes Grabmal auf dem Magni-Friedhof für seine 1766 gestorbene Frau, das eine Wiederholung des Wanddenkmals für Johann Christoph von Lohe vermutlich von Johann Friedrich Ziesenius stammend, in der Kirche von Küblingen darstellt. Dieses erste Werk hätte ebenso an der Wand befestigt werden können, weil es lediglich an der Vorderseite gestaltet worden ist. Nach 1755 gab es in der Steinbildhauerei in Braunschweig einen gewissen gestalterischen Aufschwung, weil seit dieser Zeit die Friedhöfe Braunschweigs vor die Tore der Stadt gelegt wurden und eine plastische Steingestaltung möglich wurde. Es mussten nicht mehr nur Epitaphe (Wandgrabmäler) wegen der beengten Verhältnisse der Kirchenfriedhöfe angefertigt werden.

Oden wird vorgeworfen, dass er häufig auf Vorlagen anderer bei seinen Grabmalgestaltungen zurückgriff, wie beispielsweise beim Denkmal für Herzog Leopold auf den Entwurf eines Bildes von Johann Dominik Fiorillo. Dieser Vorwurf bezieht sich auch auf die nahezu identischen Grabmalentwürfe von Ernst Sigismund von Lestwitz und Herzog Leopold. An beiden Grabmälern fertigte die Bildnismedaillons nicht Oden, sondern der Braunschweiger Bildhauer Christian Friedrich Krull.

Darüber hinaus gibt Jonas Paul Meier zu bedenken, dass Johann Heinrich Oden (sen.) „kaum über das rein Handwerkmäßige hinausging“.

## Werkstatt Oden
- Grabmal für Oberstleutnant Ernst Siegmund von Lestwitz († 1781)
- Grabmal für Herzog Leopold (1785 ertrunken bei der Rettung Ertrinkender)
- Grabmal auf dem Domfriedhof von Ph. L. Kumme
- Grabmal auf dem Domfriedhof für A. S. von Breen
- Grabmal für v. Hardenberg († 1802) in der Komtur von Lucklum
- Graburne für Abt Jerusalem († 1789) in der Klosterkirche Riddagshausen (von der Herzogin Philippine gestiftet)
- Grabmal für Gerlach Adolph von Münchhausen und seiner Frau von Adelepsen in der Kirche von Kissenbrück
- Schnitzarbeiten und plastischen Schmuck für die St. Trinitatis-Kirche in Warlitz, Mecklenburg (1769–70)[1]